# 単位円

単位円の図。変数 t は角度である。

数学において単位円（たんいえん、unit circle）とは、半径が 1 の円のことである。

## 概要
解析幾何学（いわゆる“座標幾何”）では、特に原点（すなわち x 軸と y 軸の交点） O(0, 0) を中心とするものをいう。これは、原点からの距離が 1 であるような点の全体が描く軌跡のことと言っても同じことである。
単位円は、しばしば S1 で表される（これは n 次元の球面 (sphere) という概念の n = 1 の場合という意味合いを含む）。 
S1 = {x ∈ R2 | dist(O, x) = 1} = {(x, y) ∈ R2 | x2 + y2 = 1}.

## 単位円上の関数

単位円と三角関数との関係

単位円上の任意の点の座標は、ある弧度 θ (0 ≤ θ < 2π) により正弦関数と余弦関数を用いて
(cos θ, sin θ)

と表される。これは三角関数の定義そのものである。
また、単位円上の関数は弧度を実数とみなすことにより、周期関数になる。周期関数のフーリエ展開は、単位円上の関数の既約指標による展開と見なされる。

## ガウス平面上の単位円
複素数平面上の単位円は絶対値が 1 の複素数の描く軌跡
{z ∈ C | |z| = 1} = {exp(iθ) | 0 ≤ θ < 2π}
となる（exp は自然対数の底 e を底とする複素変数の指数関数）。これは、複素数の通常の積に関して閉じていて群を成し、円周群 (circle group) などと呼ばれることがある。これはまた 1 次元のユニタリー群と呼ばれるリー群であり、U(1) と記される。円周群は複素数平面において絶対値の定める通常の距離に関して、コンパクトな位相群である。
任意の自然数 n に対して円周群はただ一つの位数 n の部分群をもつ。それは 1 の n 乗根の全体であり、 1 の原始 n 乗根で生成される巡回群である。

## 単位円板
中身の詰まった単位円として単位円板 (unit disk) D = D2 は
D2(O; 1) = {(x, y) ∈ R2 | x2 + y2 ≤ 1}
で定義される。
複素平面上の単位円板は、しばしば太字（あるいは白抜きの） D で表される。位相幾何学ではこれに同相なものをやはり同じ名前で呼ぶ。
単位円周 S1 は単位円板の境界 ∂D を成し、単位円周を含まない単位円板を単位開円板と呼ぶ。単位開円板に対して単位円周を含む単位円板を単位閉円板と呼ぶこともある。円板 D2 は2-球体であるから B2 とも書かれる（B, D を別々に閉円板と開円板を表す文字として宛てて、区別して用いる場合もある）。また、このことから逆に n 次元球体 Bn を n 次元円板と呼んで Dn などと記す場合もある。
開円板は閉円板 D の開核 Do であり、閉円板は開円板の閉包に等しく、開円板を D と書く場合には閉円板は D で表される。
単位閉円板は、ユークリッド平面における通常の位相に関してコンパクトである。単位開円板は双曲幾何学のモデルの一つであるポアンカレの単位円板モデルの台として用いられる。